# Klosterporten
 Der er flere lokaliteter med dette navn, se Klosterport.
Klosterporten i Sorø er den tidligere indgangsport til Sorø Kloster, hvor Sorø Akademi ligger i dag. Hele klosterområdet har været indhegnet af en mur, og med klosterporten som den eneste indgang for vogn og lignende.
Bygningen blev fredet i 1918.
I 2011 var porten startpunkt for 4. etape af Post Danmark Rundt. I 2017 blev en del af Historien om Danmarks 4. afsnit optaget i klosterporten.

## Historie
Klosterporten blev opført i 1160-70, da Absalon hentede munke fra cistercienserordenen i Esrum Kloster. Omkring år 1200 blev den tværgående fløj til porten, således at bygningen blev korsformet. Senere er den østlige del af denne tilbygning blevet fjernet igen.
Helt frem til 1600-tallet havde porten to store egetræsporte, der kunne lukkes om aftenen, så uvedkommende ikke kom ind på klosterområdet om natten.
I 1883 blev porten restaureret af arkitekten Johan Daniel Herholdt, hvor man bl.a. rensede murene ned så murstenene stod frem, efter de havde været hvidkalkede.
En lektor fra Sorø Akademi bor fortsat på førstesalen, hvilket gør det bygningen til den ældste beboede bygning.

## Beskrivelse
Bygningen er opført i røde munkesten og gavlene over porten har begge kamtakker. Taget er et rødt tegltag, og der er tre skorstene på toppen.
Lejligheden over porten kaldes "Saxos Celle" efter Saxo Grammaticus, som efter sigende skulle have skrevet dele af Gesta Danorum her.